# Rommerscheid
Rommerscheid ist ein Ortsteil im Stadtteil Stadtmitte in Bergisch Gladbach. Außerdem handelt es sich bei diesem Namen um eine Straße, die von der Odenthaler Straße den Berg hinauf zu der Stichstraße Rommerscheider Höhe führt. In Rommerscheid befindet sich die von Bernhard Rotterdam geplante Kirche St. Engelbert mit einem denkmalgeschützten Altarkreuz. 

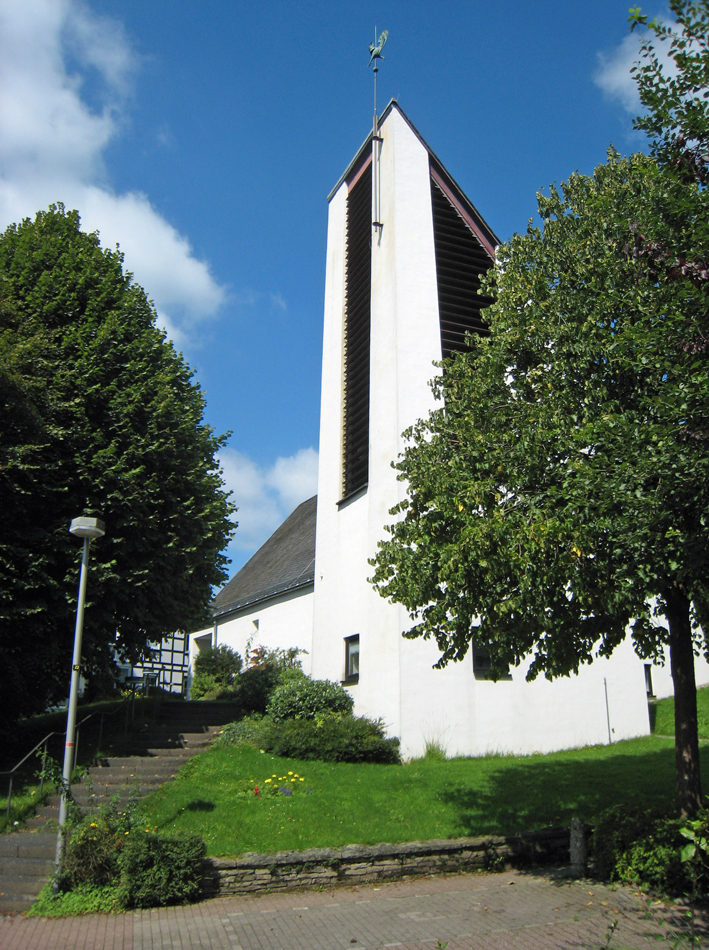
Kirchturm

## Geschichte
Die Benennung der Straße erfolgte im Jahr 1918. Der Name geht auf den mittelalterlichen Siedlungsnamen Rommerscheid zurück, der mit dem Aufkommen der Straßennamen auf die Erschließungsstraße im Ortskernbereich übertragen wurde. Erstmals wurde die Siedlung 1345 als Rommerscheit erwähnt. Die halbkreisförmige Straße im historischen Ortskern wird im Urkataster als Weg von Gladbach nach dem Igeler Hofe (Rommerscheider Höhe) erwähnt. 1510 wird erstmals der Rommerscheider Hof nordöstlich des Weilers urkundlich aufgeführt, der sich im Besitz der Kommende der Johanniter in Herrenstrunden (heute Malteser Komturei) befand.
Die Topographia Ducatus Montani des Erich Philipp Ploennies, Blatt Amt Porz, belegt, dass der Wohnplatz 1715 als Dorf ohne Kirch kategorisiert wurde und mit Rommerscheid bezeichnet wurde. Carl Friedrich von Wiebeking benennt die Hofschaft auf seiner Charte des Herzogthums Berg 1789 als Romerscheid. Aus ihr geht hervor, dass Rommerscheid zu dieser Zeit an der Grenze zwischen den Honschaften Sand und Paffrath in den gleichnamigen Kirchspielen lag und jeweils anteilig beiden Gemeinden angehörte.
Unter der französischen Verwaltung zwischen 1806 und 1813 wurde das Amt Porz aufgelöst und Rommerscheid wurde politisch der Mairie Gladbach im Kanton Bensberg zugeordnet. 1816 wandelten die Preußen die Mairie zur Bürgermeisterei Gladbach im Kreis Mülheim am Rhein. Mit der Rheinischen Städteordnung wurde Gladbach 1856 Stadt, die dann 1863 den Zusatz Bergisch bekam.
Der Ort ist auf der Topographischen Aufnahme der Rheinlande von 1824 als Romersheid und auf der Preußischen Uraufnahme von 1840 als Romerscheid verzeichnet. Ab der Preußischen Neuaufnahme von 1892 ist er auf Messtischblättern regelmäßig als Rommerscheid verzeichnet. 
| Jahr | Einwohner | Wohn- gebäude | Kategorie | Politische / kirchliche Zugehörigkeit   |
| ---- | --------- | ------------- | --------- | --------------------------------------- |
| 1822 | 12        |               | Hofstelle | gen. Rommerscheidt, Kirchspiel Sand     |
| 1822 | 39        |               | Hofstelle | gen. Rommerscheidt, Kirchspiel Paffrath |
| 1830 | 16        |               | Hofstelle | Kirchspiel Sand                         |
| 1830 | 46        |               | Hofstelle | Kirchspiel Paffrath                     |
| 1845 | 92        | 12            | Hofstelle | Kirchspiel Paffrath                     |
| 1845 | 26        | 3             | Hofstelle | Rommerscheider Hof, Kirchspiel Sand     |
| 1871 | 122       | 22            | Hofstelle | Kirchspiel Paffrath                     |
| 1885 | 150       | 28            | Wohnplatz | Kirchspiel Paffrath                     |
| 1895 | 167       | 32            | Wohnplatz | Kirchspiel Paffrath                     |
| 1905 | 179       | 33            | Wohnplatz | Kirchspiel Paffrath und Sand            |